# Chia động từ

Động từ correr, "chạy" trong tiếng Tây Ban Nha, được chia trong một số trường hợp, từ vị là "corr-".
Màu đỏ thể hiện người nói ("tôi"), tím là người nghe ("bạn") và xanh là người thứ ba ("anh/cô ta").
Một người thể hiện số ít, hai người thể hiện số nhiều.
Bình minh là quá khứ, trưa là hiện tại và tối là tương lai.

Trong ngôn ngữ học, chia động từ hay biến ngôi (tiếng Anh: conjugation) là tạo nên những dạng biến đổi của một động từ bằng cách biến tố phần chính của từ (sự biến đổi này phải theo những quy tắc của ngữ pháp). Việc chia động từ có thể được ảnh hưởng bởi ngôi, số, giống, thì, thể, thức, trạng, và những thể loại ngữ pháp khác. Thường thì phần chính là gốc của từ. Tất cả những dạng khác nhau của cùng một động từ tạo nên một từ vị.
Thuật ngữ conjugation chỉ dùng để chỉ được biến đổi của động từ (sự biến đổi của danh từ và tính từ được gọi là biến cách - declension).

## Ví dụ
Các thứ tiếng thuộc hệ ngôn ngữ Ấn-Âu thường biến đổi động từ trong nhiều trường hợp ngữ pháp khác nhau, dù một số, như tiếng Anh, đã đơn giản hóa việc chia động từ ở mức độ lớn. Dưới là bản chia động từ to be (là, thì) ở thì hiện tại trong các ngôn ngữ như tiếng Anh, tiếng Đức, tiếng Iceland, tiếng Faroe, tiếng Thụy Điển, tiếng Latvia, tiếng Bulgaria, tiếng Serbia, tiếng Croatia, tiếng Ba Lan, tiếng Hindi, tiếng Latinh, tiếng Pháp, tiếng Ý, tiếng Tây Ban Nha, tiếng Bồ Đào Nha, tiếng Nga, tiếng Albania, tiếng Hy Lạp cổ đại và hiện đại.
| Nhánh     | Ngôn ngữ                      | Thể vô định hiện tại | Thể định hình hiện tại | Thể định hình hiện tại | Thể định hình hiện tại | Thể định hình hiện tại | Thể định hình hiện tại        | Thể định hình hiện tại      |  |
| Nhánh     | Ngôn ngữ                      | Thể vô định hiện tại | Ngôi số ít             | Ngôi số ít             | Ngôi số ít             | Ngôi số nhiều          | Ngôi số nhiều                 | Ngôi số nhiều               |  |
| Nhánh     | Ngôn ngữ                      | Thể vô định hiện tại | thứ nhất               | thứ hai                | thứ ba                 | thứ nhất               | thứ hai                       | thứ ba                      |  |
| --------- | ----------------------------- | -------------------- | ---------------------- | ---------------------- | ---------------------- | ---------------------- | ----------------------------- | --------------------------- |  |
|           |                               |                      |                        |                        |                        |                        |                               |                             |  |
| German    | tiếng Anh                     | be                   | am                     | are art1 be'st1        | is                     | are                    | are                           | are                         |  |
| German    | tiếng Đức                     | sein                 | bin                    | bist                   | ist                    | sind                   | seid                          | sind                        |  |
| German    | tiếng Yiddish chuyển tự       | זיין zein            | בין bin                | ביסט bist              | איז iz                 | זענען zenen            | זענט zent                     | זענען zenen                 |  |
| German    | tiếng Hà Lan                  | zijn                 | ben                    | bent zijt2             | is                     | zijn                   | zijn zijt2                    | zijn                        |  |
| German    | tiếng Afrikaans               | wees                 | is                     | is                     | is                     | is                     | is                            | is                          |  |
| German    | tiếng Iceland                 | vera                 | er                     | ert                    | er                     | erum                   | eruð                          | eru                         |  |
| German    | tiếng Faroe                   | vera                 | eri                    | ert                    | er                     | eru                    | eru                           | eru                         |  |
| German    | tiếng Na Uy                   | være3 vera4 vere4    | er                     | er                     | er                     | er                     | er                            | er                          |  |
| German    | tiếng Đan Mạch                | være                 | er                     | er                     | er                     | er                     | er                            | er                          |  |
| German    | tiếng Thụy Điển               | vara                 | är                     | är                     | är                     | är                     | är                            | är                          |  |
|           |                               |                      |                        |                        |                        |                        |                               |                             |  |
| gốc Ý     | tiếng Latinh                  | esse                 | sum                    | es                     | est                    | sumus                  | estis                         | sunt                        |  |
| gốc Ý     | tiếng Ý                       | essere               | sono                   | sei                    | è                      | siamo                  | siete                         | sono                        |  |
| gốc Ý     | tiếng Pháp                    | être                 | suis                   | es                     | est                    | sommes                 | êtes                          | sont                        |  |
| gốc Ý     | tiếng Catalunya               | ser                  | sóc                    | ets                    | és                     | som                    | sou                           | són                         |  |
| gốc Ý     | tiếng Tây Ban Nha             | ser                  | soy                    | eres                   | es                     | somos                  | sois                          | son                         |  |
| gốc Ý     | tiếng Galicia                 | ser                  | son                    | es                     | é                      | somos                  | sodes                         | son                         |  |
| gốc Ý     | tiếng Bồ Đào Nha              | ser                  | sou                    | és                     | é                      | somos                  | sois                          | são                         |  |
| gốc Ý     | tiếng Friuli                  | jessi                | soi                    | sês                    | è                      | sin                    | sês                           | son                         |  |
| gốc Ý     | tiếng România                 | a fi                 | sunt                   | ești                   | este                   | suntem                 | sunteți                       | sunt                        |  |
|           |                               |                      |                        |                        |                        |                        |                               |                             |  |
| Celt      | tiếng Ireland                 | bheith               | bím                    | bíonn                  | bíonn                  | bímid                  | bíonn                         | bíonn                       |  |
| Celt      | tiếng Wales (dạng căn bản)    | bod                  | rydw                   | rwyt                   | mae                    | rydych                 | rydyn                         | maen                        |  |
|           |                               |                      |                        |                        |                        |                        |                               |                             |  |
| Hy Lạp    | Cổ đại5 chuyển tự             | εἶναι eînai          | εἰμί eimí              | εἶ eî                  | ἐστί estí              | ἐσμέν esmén            | ἐστέ esté                     | εἰσί eisí                   |  |
| Hy Lạp    | Hiện đại chuyển tự            | không có6            | είμαι eímai            | είσαι eísai            | είναι eínai            | είμαστε eímaste        | είσ(ασ)τε eís(as)te           | είναι eínai                 |  |
|           |                               |                      |                        |                        |                        |                        |                               |                             |  |
| Albania   | Albania                       | me qenë              | jam                    | je                     | është                  | jemi                   | jeni                          | janë                        |  |
|           |                               |                      |                        |                        |                        |                        |                               |                             |  |
| Armenia   | Tây chuyển tự                 | ըլլալ ĕllal          | Եմ em                  | ես es                  | է ē                    | ենք enk‘               | էք ēk‘                        | են en                       |  |
| Armenia   | Đông chuyển tự                | լինել linel          | Եմ em                  | ես es                  | է ē                    | ենք enk‘               | եք ek‘                        | են en                       |  |
|           |                               |                      |                        |                        |                        |                        |                               |                             |  |
| Slav      | tiếng Czech                   | být                  | jsem                   | jsi                    | je                     | jsme                   | jste                          | jsou                        |  |
| Slav      | tiếng Slovak                  | byť                  | som                    | si                     | je                     | sme                    | ste                           | sú                          |  |
| Slav      | tiếng Ba Lan                  | być                  | jestem                 | jesteś                 | jest                   | jesteśmy               | jesteście                     | są                          |  |
| Slav      | tiếng Nga chuyển tự           | быть byt             | есть yest'             | есть yest'             | есть yest'             | есть yest'             | есть yest'                    | есть yest'                  |  |
| Slav      | tiếng Ukraine chuyển tự       | бути buty            | є ye                   | є ye                   | є ye                   | є ye                   | є ye                          | є ye                        |  |
| Slav      | tiếng Serbia strong chuyển tự | бити biti            | јесам jesam            | јеси jesi              | јест(е) jest(e)        | јесмо jesmo            | јесте jeste                   | јесу jesu                   |  |
| Slav      | tiếng Serbia clitic chuyển tự | không có             | сам sam                | си si                  | је je                  | смо smo                | сте ste                       | су su                       |  |
| Slav      | tiếng Croatia strong          | biti                 | jesam                  | jesi                   | jest                   | jesmo                  | jeste                         | jesu                        |  |
| Slav      | tiếng Croatia clitic          | không có             | sam                    | si                     | je                     | smo                    | ste                           | su                          |  |
| Slav      | tiếng Slovenia                | biti                 | sem                    | si                     | je                     | smo                    | ste                           | so                          |  |
| Slav      | tiếng Bulgaria chuyển tự      | không có             | съм săm                | си si                  | е e                    | сме sme                | сте ste                       | са să                       |  |
| Slav      | tiếng Macedonia chuyển tự     | không có             | сум sum                | си si                  | е e                    | сме sme                | сте ste                       | се se                       |  |
|           |                               |                      |                        |                        |                        |                        |                               |                             |  |
| gốc Balt  | tiếng Latvia                  | būt                  | esmu                   | esi                    | ir                     | esam                   | esat                          | ir                          |  |
| gốc Balt  | tiếng Litva                   | būti                 | esu                    | esi                    | yra                    | esame                  | esate                         | yra                         |  |
|           |                               |                      |                        |                        |                        |                        |                               |                             |  |
| Indo-Iran | tiếng Ba Tư chuyển tự         | بودن budan           | ام æm                  | ای ei                  | (است (ا æst (æ)9       | ایم eem                | (اید (این eed (dạng nói: een) | (اند (ان and (dạng nói: an) |  |
| Indo-Iran | tiếng Phạn chuyển tự          | अस्ति asti             | अस्मि asmi               | असि asi                 | अस्ति asti               | स्मः smah                | स्थ stha                       | सन्ति santi                   |  |
| Indo-Iran | tiếng Hindustan chuyển tự     | होना hona              | हूँ hū̃                   | है hai                  | है hai                  | हैं hãĩ                  | हो ho                          | हैं hãĩ                       |  |
| Indo-Iran | tiếng Maratha chuyển tự       | असणे asṇe             | आहे āhe                 | आहेस āhes               | आहे āhe                 | आहोत āhot               | आहात āhāt                      | आहेत āhet                    |  |
| Indo-Iran | tiếng Gujarat chuyển tự       | હોવું hovũ              | છું chhũ                 | છે chhe                 | છે chhe                 | છીએ chhīe               | છો chho                        | છે chhe                      |  |

1 Từ cổ; chỉ dùng với đại từ 'thou'.
2 Trong phương ngữ Flemish.
3 Trong dạng viết căn bản bokmål.
4 Trong  dạng viết căn bản nynorsk. vera và vere là những dạng thay thế.
5 của Athen.
6 'eínai' chỉ được dùng như một danh từ ("tồn tại").
7 Ptc: qenë.
8 Trong phương ngữ Tosk và Geg.
9 Sự tồn tại: هست (hæst) có một nghĩa khác. Việc dùng (æ) hiện được xem là dân dã.